# Dekanat Wielkiej Brytanii
Dekanat Wielkiej Brytanii – jeden z 13 dekanatów Arcybiskupstwa Zachodnioeuropejskich Parafii Tradycji Rosyjskiej Patriarchatu Moskiewskiego. Stanowisko dziekana nie jest obsadzone.

## Parafie
W skład dekanatu wchodzą 4 parafie:
- Parafia św. Gabriela Archanioła w Glasgow
- Parafia św. Anny w Northampton
- Parafia św. Jana Teologa w Norwich
- Parafia św. Albana w St Albans[2]

Na terenie dekanatu znajduje się też męski skit św. Anny w York.